# Brachionidium satyreum
Brachionidium satyreum är en orkidéart som beskrevs av Carlyle August Luer. Brachionidium satyreum ingår i släktet Brachionidium och familjen orkidéer.
Artens utbredningsområde är Panamá. Inga underarter finns listade i Catalogue of Life.